# DI-Box

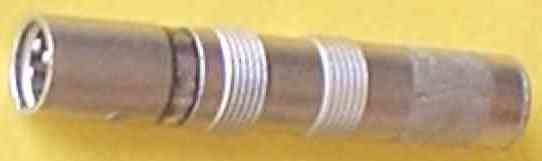
Velmi primitivní pasivní DI-Box

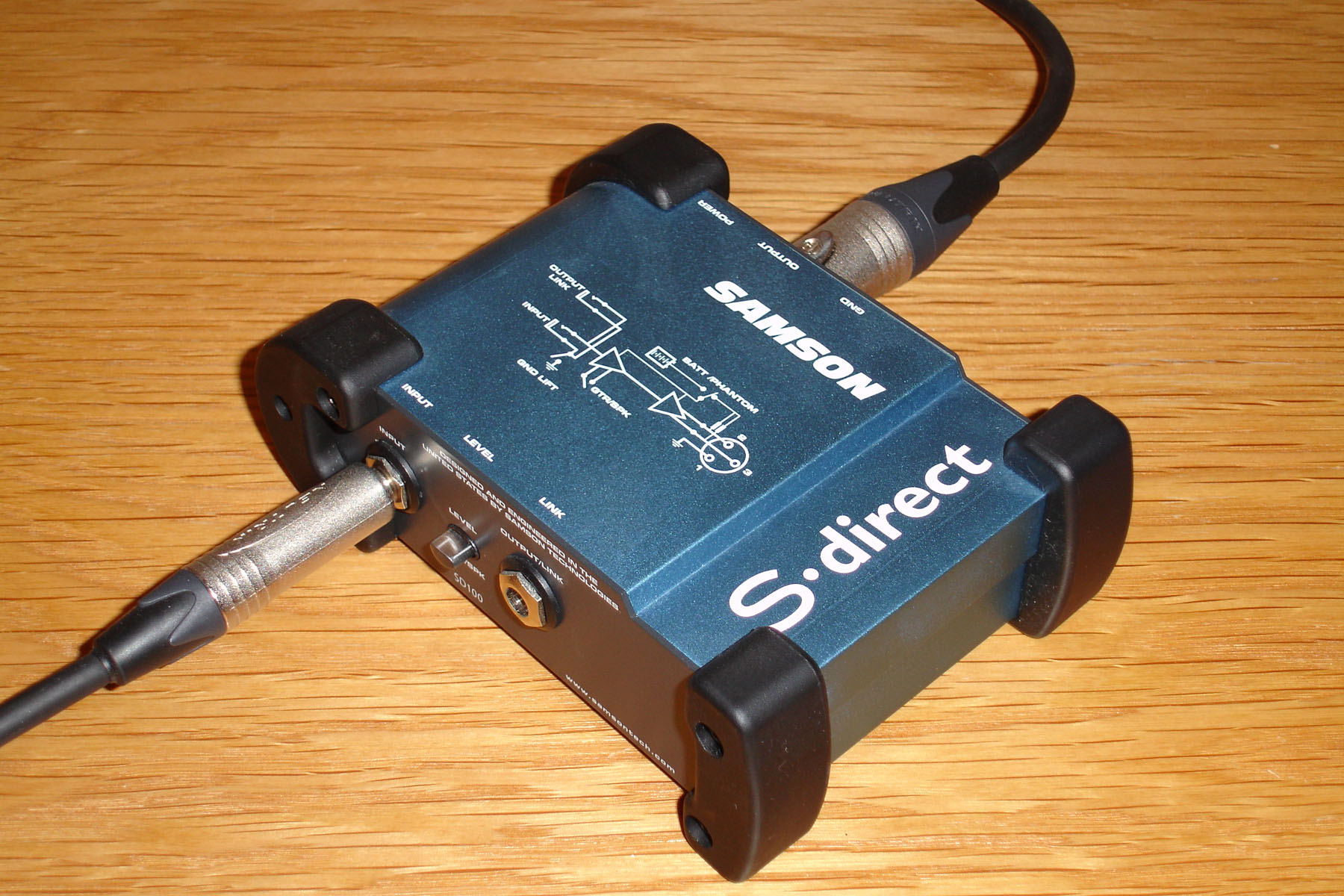
DI-Box s optickým oddělením, jedním symetrickým výstupem a plynule nastavitelnou citlivostí

DI-Box (z anglického direct injection box) je zařízení sloužící k úpravě nízkofrekvenčního audiosignálu různých typů (symetrický, nesymetrický) a úrovní (linková, mikrofonní, případně jiná) na dále zpracovatelnou formu (pro mixážní pult typicky symetrická, mikrofonní/linkové úrovně, pro kombo obvyklá nesymetrická linka), pro převedení signálu z vysokoimpedančního na nízkoimpedanční, distribuci signálu z jednoho zdroje do více zařízení a vzájemné galvanické oddělení (odzemnění) těchto zařízení.
Když chce zvukový technik připojit k mixážnímu pultu jiný zdroj audiosignálu než mikrofon (např. kytaru, baskytaru, elektrické housle, el. klávesový nástroj nebo notebook…), použije právě DI box. Z něj může signál z nástroje odbočit pro zpracování na pódiu (do komba), může zapojit útlumový článek (např. pro kytary/baskytary s aktivní elektronikou, u některých konstrukcí i pro připojení signálu z koncového zesilovače).
Vstupní část obsahuje spínaný (případně plynule regulovatelný) útlumový článek, oddělovací zesilovač (u jednodušších konstrukcí pouze emitorový sledovač), oddělovací člen (transformátor, optron), výstupní symetrický zesilovač a obvod fantomového napájení.